# Doug Rogers
Alfred Harold Douglas Rogers (født 26. januar 1941, død 20. juli 2020) var en canadisk judoka.
Han deltog ved Sommer-OL 1964 i Tokyo og fik sølv. Det var den første canadiske OL-medalje i Judo. Ved VM i judo 1965 fik han bronze i vægtklassen +80 kg.
Ved de Panamerikanske judomesterskaber i 1965 vandt han guld i den åbne vægtklasse I de Panamerikanske lege i 1967 vandt han guld i den åbne vægtklasse, da han slog amerikaneren James Westbrook i finalen.
Ved samme konkurrence fik han sølv i vægtklassen +93 kg.
Han er medlem af Canada's Sports Hall of Fame.